# 沃夫岡·米歇爾·財津
沃夫冈·米歇尔·财津（德語：Wolfgang Michel-Zaitsu, 1946年6月9日出生于德国法兰克福）是福冈九州大学（日本）的名誉教授。他是东西方文化交流史和相关科学专家。 他在法兰克福大学获得硕士学位，在日本冈山大学获得文化科学博士学位。1984年，他作为日本国立大学的第一个外国人被授予终身职位。在他的任期内，他还担任了一些行政职务，包括语言文化学院院长和大学副总统，直到2010年成为名誉教授。 

## 研究课题
- 现代早期日本的西方医学和相关科学
- 近代早期日本的「兰学」（Rangaku）和「（西）洋学」（Yōgaku）的历史
- 欧洲的针刺和艾灸（16-19世纪)
- 近代早期日本医学中的折衷主义和本土知识

## 获奖情况
- 1996年，学术鼓励奖，日本医史学会
- 2004年，做德意志联邦共和国带绶带十字勋章[3]
- 2018年，矢数医学史奖
- 2018年，医譚奖
- 2018年，中津市奖
- 2024年，Engelbert-Kaempfer奖

## 主要出版物
- 青木歳幸, W. Michel编辑《抗击天花的斗争IVー東日本的疫苗接种》，岩田书院，2023年 （ISBN 978-486602-153-9）
- 青木歳幸, W. Michel编辑《抗击天花的斗争IIIー中部日本的疫苗接种》，岩田书院，2022年（ISBN ISBN 978-4-86602-138-6）
- 米哈尔-沃尔夫冈（编辑），《兰语訳撰》(倒装版)，中津市历史民俗博物馆，2022年 （ISSN 2432-0773）
- 青木歳幸, W. Michel编辑《抗击天花的斗争IIー西日本的疫苗接种》，岩田书院，2021年（ISBN 978-4-86602-118-8）
- Engelbert Kaempfer: Der 5. Faszikel der "Amoenitates Exoticae" - die japanische Pflanzenkunde. Herausgegeben und kommentiert von Brigitte Hoppe und Wolfgang Michel-Zaitsu. Hildesheim/Zuerich/New York: Olms-Weidmann, 2019 (ISBN: 978-3-615-00436-6)
- 青木歳幸, 大島明秀, W. Michel编辑《抗击天花的斗争Iー九州的疫苗接种》，岩田书院，2018年（ISBN: 978-4-86602-036-5)
- 米哈尔-沃尔夫冈（编辑），《原版双语Bastaard词典》.中津市历史民俗博物馆，2018年（ISSN 2432-0773）
- Wolfgang Michel-Zaitsu: Traditionelle Medizin in Japan - Von der Fruehzeit bis zur Gegenwart（日本的传统医学-从早期到现在）。Muenchen: Kiener Verlag, 2017 (ISBN 978-3-943324-75-4)
- 沃尔夫冈-米歇尔 "Der Ost-Indischen und angrenzenden Koenigreiche, vornehmste Seltenheiten betreffende kurze Erlaeuterung". 九州大学语言文化学院丛书，第1期. 福冈, 花书院，2010年（ISBN: 978-4-903554-71-6）
- 沃尔夫冈-米歇尔, 鸟井裕美子, 川岛正人（编辑）《九州的兰学ー跨境和交流》，思文閣出版社，2009（ISBN: 978-4-7842-1410-5）。
- Wolfgang Michel / Barend J. Terwiel: Engelbert Kaempfer: Heutiges Japan. Iudicium Verlag, Muenchen, 2001 (ISBN: 3-89129-931-1)
- Wolfgang Michel: Von Leipzig nach Japan - Der Chirurg und Handelsmann Caspar Schamberger. Iudicium Verlag, Muenchen, 1999 (ISBN: 3-89129-442-5)
- Wolfgang Michel: Erste Abhandlung ueber die Moxibustion in Europa: das genau untersuchte und auserfundene Podagra, vermittelst selbst sicher-eigenen Genaesung und erloesenden Huelff-Mittels / Hermann Buschof. Haug, Heidelberg, 1993 (ISBN: 3-7760-1327-3)

## 学术团体会员
- 日本医史学会 （評议员、1996-2000年）（理事、2000-2008年）（常任理事、2008-2021年）（名誉会员、2021-）
- 日本洋学史学会 （評议员、2000-2006年）（理事、2000-2005年）（会长、2003-2005年）
- 日本药史学会
- International Society for Traditional Japanese Medicine (名誉会员）
- Deutsche Gesellschaft fuer Ostasienkunde (OAG 东京)
- Engelbert-Kaempfer-Gesellschaft (德国莱姆戈市)

## 腳註
1. ↑  [.   [2021-09-04]. （原始内容存档于2021-12-25）. ]